# جمیلیا

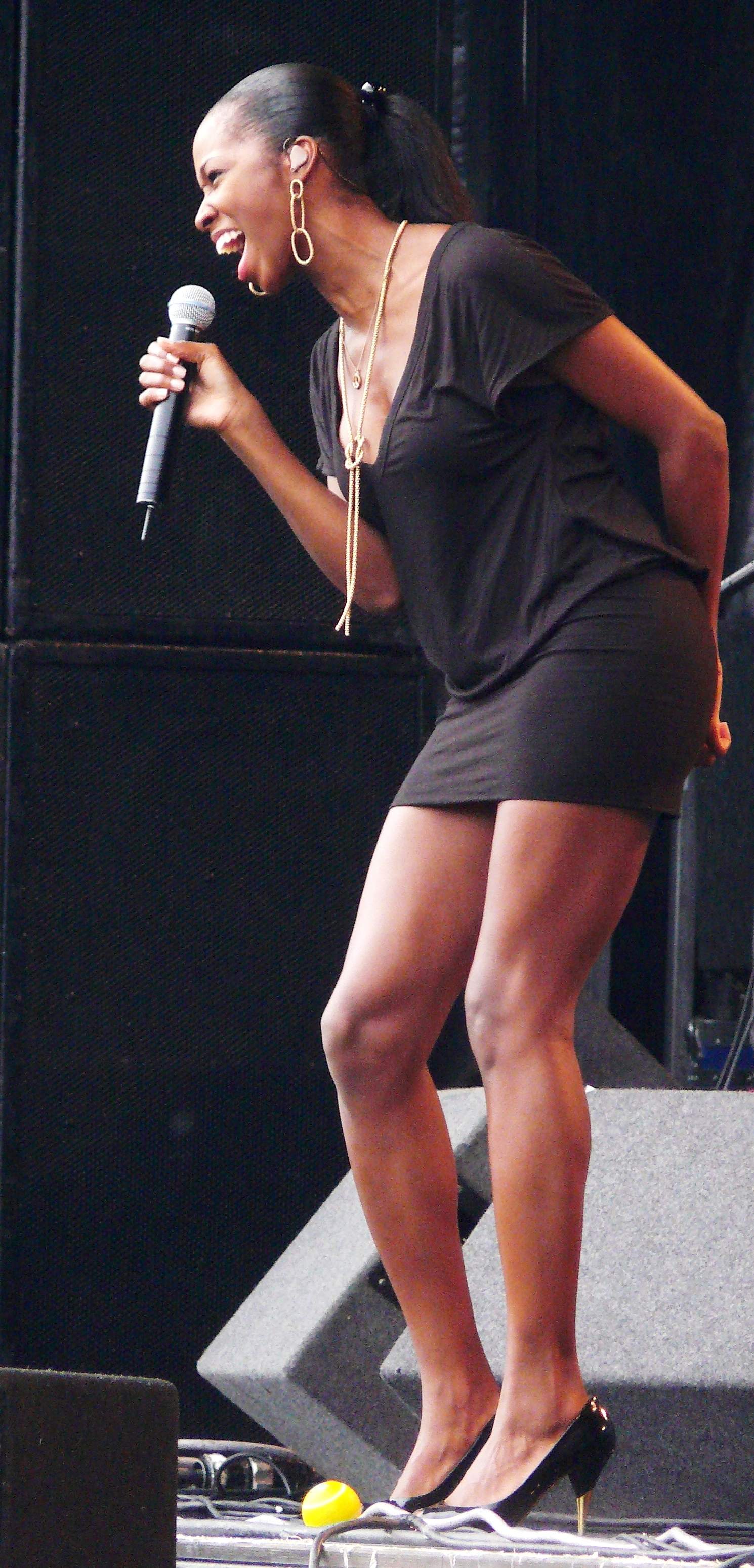
جمیلیا در حال اجرای برنامه در سال ۲۰۰۷.

جمیلیا (انگلیسی: Jamelia؛ زادهٔ ۱۱ ژانویهٔ ۱۹۸۱) خواننده، ترانه‌سرا، بازیگر و مجری تلویزیون جامائیکایی‌تبار اهل بریتانیا است. وی از سال ۱۹۹۹ میلادی تاکنون مشغول فعالیت بوده است و تاکنون سه آلبوم موسیقی استودیویی منتشر کرده است که هر کدام به جدول ۴۰ آلبوم برتر بریتانیا رسیده‌اند که در مجموع هشت تک آهنگ برتر بریتانیا را شامل می‌شوند. علاوه بر این، جمیلیا برنده چهار جایزه موبو، یک جایزه کیو، نه نامزدی جایزهٔ بریت، دو نامزدی جایزهٔ موسیقی ام‌تی‌وی اروپا، یک نامزدی جایزه مرکوری و ۱ نامزدی جایزهٔ آیور نوولو شده است.
فعالیت حرفه‌ای جمیلیا در موسیقی در سال ۱۹۹۹ آغاز شد که او نخستین تک‌آهنگ خود را با نام «بسیار نشئه» منتشر کرد و پس از آن یک تک آهنگ موفق تر به نام «می‌کنم» منتشر شد. او سپس اولین آلبوم استودیویی کامل خود را با نام دراما در ژوئن ۲۰۰۰ منتشر کرد. جملیا در ادامه تک‌آهنگ‌های موفق دیگری را نیز منتشر کرد، از جمله " فوق ستاره " که در رتبه سوم جدول تک‌آهنگ‌های بریتانیا و شماره یک در استرالیا قرار گرفت، و گواهی پلاتین دریافت کرد. او در ادامه دو آلبوم استودیویی دیگر به نام‌های متشکرم (۲۰۰۳) و در کنارم قدم بزن (۲۰۰۶) را منتشر کرد، تا آنکه به دنبال اختلاف با مدیران اجرایی بر سر انتشار ترانه «دیگر بس است»، سومین ترانه پیشنهادی در آلبوم در کنارم قدم بزن، پارلفون را ترک کرد.
حرفه موفق ده ساله جمیلیا باعث شده است که او در سال ۲۰۰۹ به عنوان داور در برنامه‌هایی مانند همانند مایکل جکسون برقص انتخاب شود. فیلم‌شناسی او همچنین شامل مستندهای تلویزیونی خودش از جمله جمیلیا: به هر حال موهای کیست (۲۰۰۸)، نسخه خودش از برنامه محبوب خانه‌ای که من را ساخت در کانال ۴، و مستند دیگر از او برای بی‌بی‌سی در سال ۲۰۱۱ به نام جمیلیا: شرم برای مادران مجرد می‌گردد. در سال ۲۰۱۰ او قرارداد جدیدی را با شرکت «آل اِراوند دِ ورلد پروداکشنز» امضا کرد. او از سال ۲۰۱۳ تا ۲۰۱۶ یکی از اعضای شرکت کننده در میز گرد در برنامه شوی گفتگو زنان رها در شبکهٔ آی‌تی‌وی بود.

## اوایل زندگی
جمیلیا در هَندزوُرث بیرمنگام، از مادری مجرد به نام پولت دیویس متولد شد. پدر و مادرش هر دو جامائیکایی هستند. پدرش اهل اسپنیش تاون و مادرش از اهالی بخش وست مورلند است. او در محلهٔ هاکلی بزرگ شد و در یک مدرسه ابتدایی محلی به نام مدرسه ابتدایی بروکفیلدز تحصیل کرد و سپس در آکادمی کینگزهرتس سی‌تی‌سی رفت که نام پیشین آن «کالج فناوری شهری» بود.

## زندگی شخصی

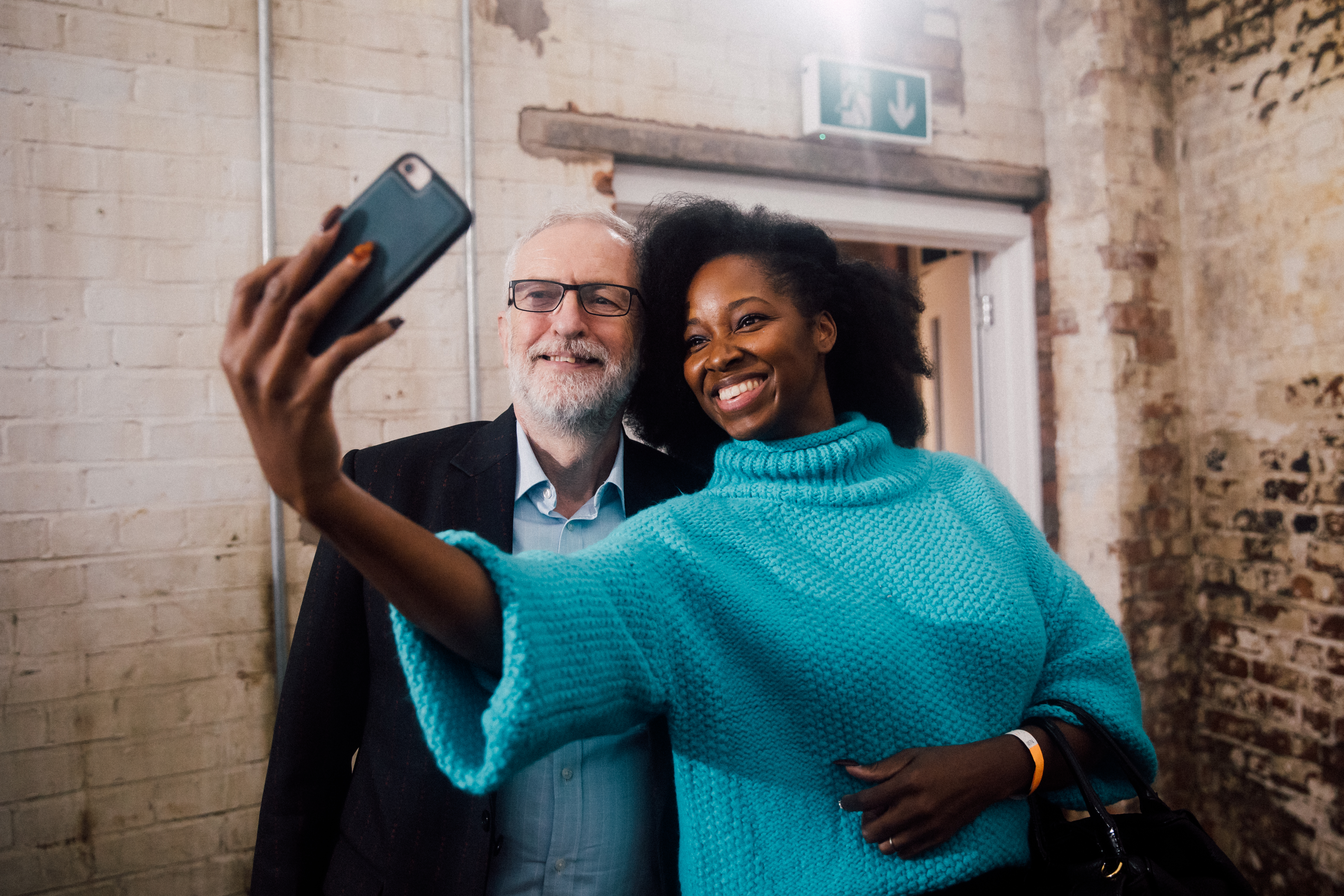
جمیلیا در حال گرفتن سلفی با جرمی کوربین، رهبر وقت حزب کارگر در یک گردهمایی تبلیغاتی برای انتخابات سراسری بریتانیا در بیرمنگام. جمیلیا از حزب کارگر در انتخابات عمومی ۲۰۱۹ حمایت کرد

جمیلیا در مصاحبه‌هایش آشکارا گفته است که بدون پدر بزرگ شده است، زیرا او اغلب در زندان بود و پدرش حتی دعوت او را به عروسی‌اش رد کرد و در آن مجلس حاضر نشد.
جمیلیا چهار دختر دارد. نخستین دختر او در سال ۲۰۰۱ به دنیا آند و حاصل رابطه‌اش با مدیر موسیقی تری والن بود؛ رابطه ای که جمیلیا ادعا می‌کند که نوعی سوء استفاده بوده و الهام بخش آهنگ او " متشکرم " شده است. در اوت ۲۰۰۷، جملیا از دوست پسرش دارن بایفیلد جدا شد. این زوج یک دختر دارند که متولد ۲۱ اکتبر ۲۰۰۵ است. آنها چند ماه بعد آشتی کردند و در اکتبر ۲۰۰۷ نامزدی خود را اعلام کردند. در ۱۵ ژوئن ۲۰۰۸، گزارش شد که این زوج یک روز قبل در ساسکس غربی ازدواج کردند. در ۳ نوامبر ۲۰۰۹، اعلام شد که آنها مجدداً درخواست طلاق داده‌اند. در اوت ۲۰۲۲، جمیلیا اعلام کرد که منتظر چهارمین فرزندش است.
در سال ۲۰۱۸، جمیلیا گفت که پروژه‌های تلویزیونی‌اش به دلیل پوشش خبری مساول مربوط به برادر ناتنی‌اش، تافاروا بکفورد، که به یک قتل مرتبط با باندهای تبه‌کار محکوم شده بود، از او گرفته شده است.
در نوامبر ۲۰۱۹، جمیلیا از حزب کارگر در انتخابات سراسری بریتانیا حمایت کرد.

## آلبوم‌شناسی
آلبوم‌های استودیویی
- دراما (۲۰۰۰)
- متشکرم (۲۰۰۳)
- در کنارم قدم بزن (۲۰۰۶)

## گزیدهٔ نقش‌آفرینی‌ها

### تلویزیون
- مسترشف (۲۰۲۳)
- هالیوکس (۲۰۲۱ و ۲۰۲۴–۲۰۲۳)
- پزشک‌ها (۲۹۱۶)
- بیا خیلی برقص (۲۰۱۵)
- زنان رها (۲۰۱۶–۲۰۱۳)
- مرگ در بهشت (۲۰۱۳)
- همانند مایکل جکسون برقص (۲۰۰۹)
- آیا اصلاً امکان دارد که من به شما دروغ بگویم؟ (۲۰۰۹)
- تخت‌گاز (۲۰۰۷)
- هالیوکس (۲۰۰۳)

## جوایز
- ۲۰۰۴ - جایزهٔ موبو - بهترین موزیک ویدئو (ترانهٔ «پول»)
- ۲۰۰۴ - جایزهٔ کیو - بهترین تک آهنگ – «از نگاه یک پسر بدان بنگر»
- ۲۰۰۴ - جایزهٔ موبو - بهترین موزیک ویدئو
- ۲۰۰۴ - جایزهٔ موبو - بهترین تک آهنگ – «متشکرم»
- ۲۰۰۴ - جایزهٔ موبو - بهترین خوانندهٔ زن بریتانیایی
- ۲۰۰۵ - جوایز موسیقی شهری - بهترین اجرای آراَندبی
- ۲۰۰۷ - جایزهٔ اسکا (لهستان) - بهترین خوانندهٔ خارجی
- ۲۰۰۷ - جوایز موسیقی شهری - بهترین اجرای آراَندبی